# Skakava Donja
Skakava Donja – wieś w Bośni i Hercegowinie, w dystrykcie Brczko. W 2013 roku liczyła 2037 mieszkańców, z czego większość stanowili Chorwaci.